# Курт Крес
Курт Крес e немски барабанист, композитор, роден на 11 август 1952 година. Крес е известен, като продуцент на: Клаудия Кейн, Хайнер Пуделко и Кралският филхармоничен оркестър. Също така е работил и с изпълнители, като Бони Ем, Хуберт Ках, Алфавил, Инга и Анет Хумпе, Петер Корнелиус, Скорпиънс, Фреди Мъркюри и много други.